# Motor V12
Motor V12 de uma 
Ferrari 250 GTO.
V12 é uma configuração de motor de combustão interna em que 12 cilindros estão dispostos em duas bancadas de 6 cilindros, unidas pela parte de baixo, formando um "V".
Estes motores podem ser tanto de ciclo Otto quanto de ciclo Diesel e são utilizados em automóveis de grande porte, utilitários leves, médios e pesados, embarcações marítimas e até mesmo aeronáuticas. É comum também o emprego de V12 em locomotivas de baixa e média potência. As novas diesel-elétricas GE da série Evolution fazem uso do moderno Gevo 12, com 4650hp no virabrequim a 1000 rpm em substituição do 7FDL-16, de dezesseis cilindros. É o motor preferido das montadoras italianas Ferrari, Pagani e Lamborghini.